# جوزف پلچینسکی
جوزف پلچینسکی (به انگلیسی: Joseph Polchinski) (زادهٔ ۱۶ مه ۱۹۵۴ – درگذشتهٔ ۲ فوریه ۲۰۱۸) یک فیزیک‌دان نظری بود که روی نظریه ریسمان کار می‌کرد. وی مدرک کارشناسی و دکترای خود را به ترتیب از کالتک و برکلی دریافت کرد و پس از طی دوره‌های پسادکترا در آزمایشگاه ملی شتاب‌دهنده اسلاک و دانشگاه هاروارد، به عنوان استاد در دانشگاه تگزاس در آستین از سال ۱۹۸۴ تا ۱۹۹۲ مشغول به کار بود. از سال ۱۹۹۲ به دانشگاه کالیفرنیا، سانتا باربارا پیوست و نیز به عضویت مؤسسه کاولی در فیزیک نظری در سانتا باربارا درآمد.
وی نگارندهٔ کتاب دوجلدی مشهور نظریه ریسمان است. پلچینسکی در سال ۲۰۰۸ به خاطر کارهایش در نظریه ابرریسمان، به همراه کامران وفا و خوان مارتین مالداسنا موفق به دریافت مدال دیراک شد. از دست‌آوردهای او در فیزیک نظری می‌توان به معرفی D-braneها در نظریه ریسمان اشاره کرد.
پلچینسکی در تاریخ ۲ فوریه ۲۰۱۸ به دلیل سرطان مغز درگذشت. او خاطرات خود را چند ماه قبل از درگذشت، هنگامی که در بیمارستان بستری بود تحت عنوان خاطرات یک فیزیک‌دان نظری منتشر کرد.

## کتاب‌ها
- Polchinski, Joseph (1998a), String Theory Vol. I: An Introduction to the Bosonic String, Cambridge University Press, ISBN 0-521-63303-6
- Polchinski, Joseph (1998b), String Theory Vol. II: Superstring Theory and Beyond, Cambridge University Press, ISBN 0-521-63304-4
- Polchinski, Joseph (2017), Memories of a Theoretical Physicist. زندگی‌نامه.